# Alena Mrázová
Alena Mrázová (* 6. října 1958 Bohumín), je česká spisovatelka, překladatelka.

## Život
Alena Mrázová studovala v letech 1977–1982 francouzštinu a portugalštinu na Filozofické fakultě Univerzity Karlovy v Praze, na univerzitách v Lisabonu a Dijonu. Jazyky, a to nejen románské, se staly jejím osudem. Zabývá se překlady z češtiny, slovenštiny, ruštiny, polštiny, francouzštiny, portugalštiny a španělštiny, skoro 30 let překládá pro dabing i tvoří české titulky pro seriály,dokumentární i hrané filmy v České televizi a televizi Prima. V letech 2002 - 2023 vyučovala francouzštinu na Vysoké škole mezinárodních a veřejných vztahů v Praze. Kromě toho se věnuje vlastní publikační činnosti.

## Publikační činnost
V roce 2007 byla díky podpoře Velvyslanectví Polské republiky v Praze vydána její kniha Dům učitelů a v roce 2009 další – Hodně jsme pili z řeky Léthé. Vyprávění Vzkaz po Elfi Nitche, které bylo součástí knihy Dům učitelů, autorka přeložila do polštiny. Przekaz Elfi Nitche získal nominaci na cenu v polské celostátní soutěži o původní autorskou publikaci: „VI Ogólnopolski Konkurs na Autorską Książkę Literacką – Świdnica 2013“ a kniha vyšla v červenci roku 2014 v Poznani, v nakladatelství ALBUS. V roce 2015 vychází originální vyprávění Brazílie ve mně. Zatím poslední publikovaná kniha se jmenuje Putování pamětí. Byla vydána v červnu roku 2025 péčí Bohumínského spolku Maryška v nakladatelství Oficyna Wydawniczo-Poligraficzna HALEGG Krzyżanowice.

### Knihy
- Dům učitelů Svoboda Servis, Praha 2007
- Hodně jsme pili z řeky Léthé Svoboda Servis, Praha 2008
- Przekaz Elfi Nitche/Vzkaz po Elfi Nitche Albus, Poznań 2014
- Brazílie ve mně powerprint ,s.r.o., www.publikace24.cz, Praha 2015
- Putování pamětí Oficyna HALEGG Krzyżanowice, Bohumín 2025

### Překlady
z portugalštiny
- Marcelo Rubens Paiva: Byl jsem daun! [Feliz Ano Velho.] Praha: Mladá fronta, 1992.

z francouzštiny
- Viviane Pouthas: Psychologie novorozence : Chování nejmenšího dítěte a jeho poznávání. [Comportements du bébé.] Praha: Grada, 2000.
- Marie-France Mullerová: Jak získat sebedůvěru a překonat nesmělost [Timide moi? Plus jamais! - Retrouver la confiance en soi.] Praha, Portál, 2001.

z angličtiny
- Fred Glueckstein : Mimi z Nového Bohumína, Československo, Mladá žena, která přežila holokaust, Příběh Mimi Rubin 1938-1945 [Mimi of Nový Bohumín, Czechoslovakia: A Young Woman's Survival of the Holocaust, The Story of Mimi Rubin 1939-1945.] Bohumín, Krzyżanowice Oficyna HALEGG 2015.

z polštiny
Edyta Ślączka-Poskrobko: Opowieści Magdusi / Příběhy Malé Magdy (dvojjazyčná kniha), 2017, Oficyna HALEGG, Bohumínský spolek Maryška

### Učebnice
- Česko-portugalská konverzace, 1987
- Qui cherche, trouve, textes français et petit abrégé de la grammaire française,  (vysokoškolská skripta), 2013,
- Průvodce baletním názvoslovím z hlediska francouzštiny, 2023

### České filmové titulky
- Fotograf (The Photographer) polský film 2014
- Tomův dům (A Casa do Tom), 2007 o životě skladatele Toma Jobima Antonio Car
- Fado (Fados), 2008 – film z roku 2007, režie Carlos Saura
- Elitní jednotka (Tropa de Elite), 2007
- Mutum, 2007
- Andělé slunce (Anjos do sol), 2006
- Ševelící pobřeží (A Costa dos Murmúrios), 2004
- Město bohů (Cidade de Deus), 2002
- Miluji tě, Terezo (Amo-te, Teresa), 1999
- Půlnoc (Meia noite), 1998

### Překlad filmových dialogů pro dabing
- Taina – Dobrodružství na Amazonce, 2001
- Taina 2– Dobrodružství pokračuje, 2004
- Já, ty, oni (Eu Tu Eles), 2000
- Nože a andělé (Facas e anjos), 2000
- Leonardo za kulisami dějin (Léonard de Vinci - Le Portrait retrouvé), 2018
- Kde jsi, João Gilberto? (Where Are You, João Gilberto?), 2019
- Planeta koní (Планета лошадей), 2020
- INSIDE / OFSSIDE Sport Clube Lusitânia 2022